# Columbia Center

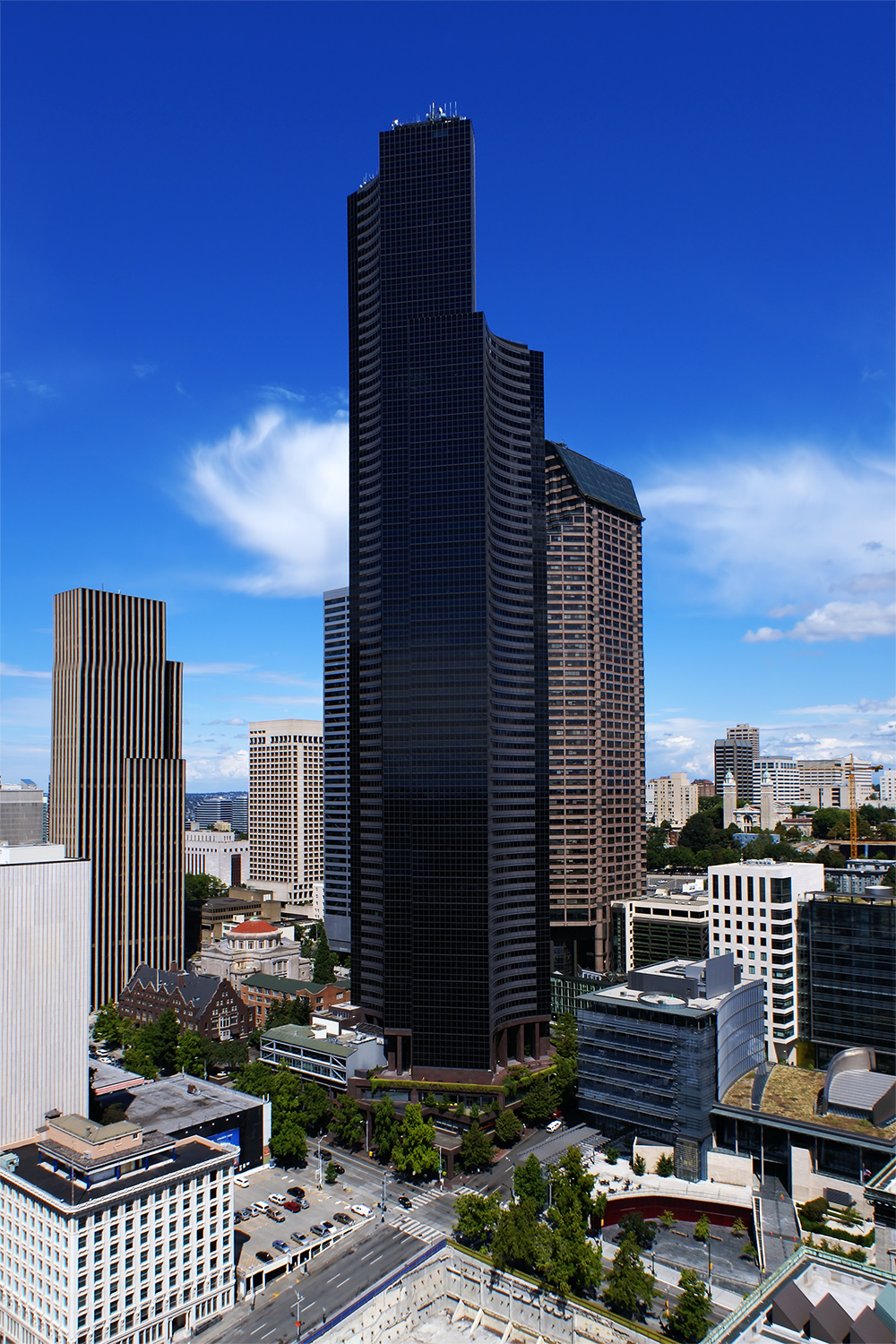
O Columbia Center em agosto de 2007.

O Columbia Center, antigo Bank of America Tower, é um dos arranha-céus mais altos do mundo, com 285 metros (937 ft). Edificado na cidade de Seattle, Estados Unidos, foi concluído em 1985 com 76 andares.